# تهافت التهافت
تهافت التهافت كتاب من تأليف الفيلسوف المسلم ابن رشد للرد على الغزالى في كتابه تهافت الفلاسفة.
لم يعش أبو الوليد ابن رشد، في زمن أبي حامد الغزالي، ولم يتجادل معه. كل ما في الأمر أنه في كتابه الأشهر تهافت التهافت رد مباشرة على كتاب الغزالي تهافت الفلاسفة، وعلى الارجح بعد نحو ثلاثة أرباع القرن من ظهور هذا الكتاب الأخير الذي كان ولا يزال يعتبر أكبر هجوم شنه على الكلام على الفكر العقلاني الفلسفي في تاريخ الحضارة الإسلامية.
والحال إن كتاب الغزالي كان له شهرة وحضور وتأثير في البيئة الفكرية الإسلامية، حيث إن الأمر استدعى من ابن رشد ذلك الرد العنيف والدقيق الذي أورده في تهافت التهافت.

## نبذة
يمثل ردة الفعل الفلسفية على الهجمة القوية على الفلسفة التي أقدم عليها الغزالي. فابن رشد يمثل محاولة رد اعتبار الفلسفة بعد أن أصابها الغزالي في كتابه تهافت الفلاسفة ووضع هذا الجهد في كتابه تهافت التهافت.

## تقسيم الكتاب

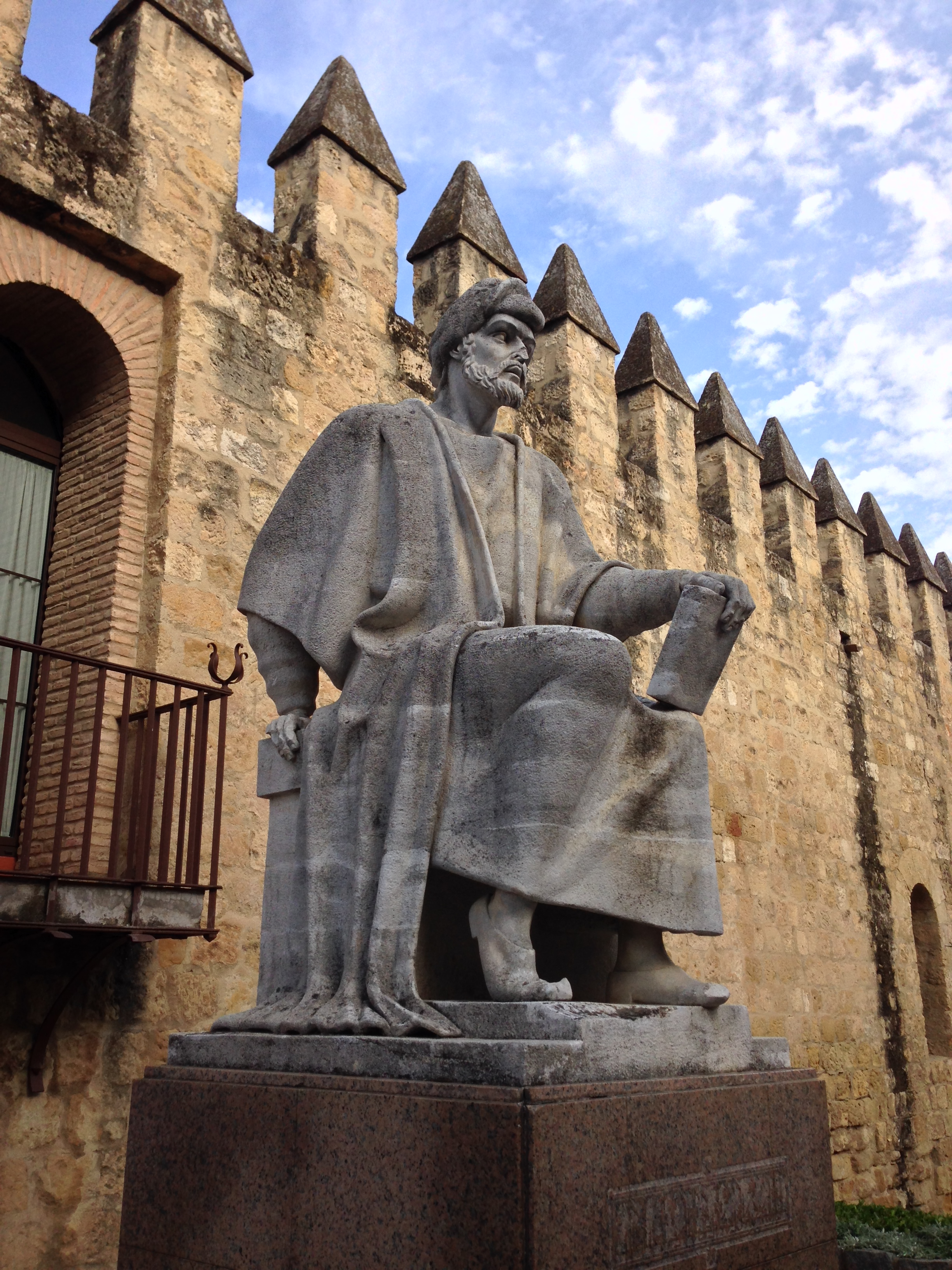
تمثال ابن رشد بقرطبة

على نحو ما فعل الغزالي في تهافت الفلاسفة يقسم ابن رشد تهافت التهافت الي قسمين (الإلهيات والطبيعيات) يتناول فيهما المسائل العشرين التي تناولها أبو حامد، من مسألة القدم والحدوث الي مسألة الخلود، ثم صدور الكثرة عن الواحد، والاستدلال على وجود صانع العالم، وفي ان الله واحد ونفي الكثرة في ذاته ثم الصفات: هل هي عين الذات ام غيرها؟ ومسألة الوحدانية ثم الوجود والماهية في الذات الالهية، والتنزيه والتجسيم، ثم الصانع ام الدهر؟ 
وبعد ذلك تأتي ثلاث مسائل تحت عنوان في العلم الإلهي: العلم بالكليات ــ هل يعقل الأول ذاته؟ ــ ثم العلم بالجزئيات. ثم تأتي مسألة طاعة السماء والغرض المحرك للسماء واللوح المحفوظ ونفوس السماوات قبل أن ينتقل أبو الوليد الي مسائل الطبيعيات فيبحث في السببية ثم روحانية النفس ومسألة الخلود ومسألة فناء النفوس البشرية وأخيراً البعث: للنفوس ام لها وللاجساد.إذا كان الغزالي يتساءل في خاتمة كتابه عما إذا كان الفلاسفة الذين يتحدث عنهم كافرين ويقول: فإن قال قائل: قد فصلتم مذاهب هؤلاء افتقطعون القول بكفرهم ووجوب القتل لمن يعتقد اعتقادهم؟ فإنه يجيب: تكفيرهم لا بد منه في ثلاث مسائل احدها مسألة قدم العالم، والثانية قولهم ان الله لا يحيط علماً بالجزئيات الحادثة من الأشخاص، والثالثة في انكارهم بعث الأجساد وحشرها لأن هذه المسائل الثلاث لا تلائم الإسلام بوجه ومعتقدها معتقد كذب الأنبياء.
في المقابل يرى ابن رشد ان دين الفلاسفة انما يقوم أصلاً على الإيمان بوجود الله وعبادته وان مذهب السببية الذي ينقضه أبو حامد وينفيه، انما هو المذهب الذي يوصل إلى معرفة الله، ومعرفة خلقه معرفة واقعية. اما بالنسبة إلى الكثير من المسائل المتعلقة بالتصورات الشعبية للدين، فيجب في رأي ابن رشد تفسيرها تفسيراً روحياً لا عقلانياً، لأن الغاية منها، أصلاً، حث الإنسان على اتباع سبيل الفضيلة. فالإنسان يبدأ، دائماً، بأن يعيش معتقدات عامة، قبل أن يعيش حياته الخاصة.
ولكن حتى حين يصل الإنسان إلى هذا المستوي فإنه، بدلاً من أن يستخف بالمعتقدات التي كان يؤمن بها، عليه ان يسعى إلى فهمها فهماً صحيحاً. ومن هنا واضح ان القضية الأساسية التي تهيمن على تهافت التهافت وكذلك، طبعاً، على تهافت الفلاسفة، انما هي قضية العلاقة بين الدين والمجتمع كما طرحت في التاريخ العربي الإسلامي، كما يذكرنا الجابري.

## تاريخ الكتاب

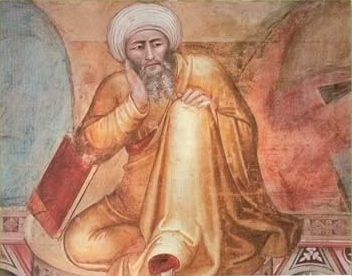
رسمة تخيلية لابن رشد

لم يُعرف تماماً التاريخ الذي كتب فيه ابن رشد كتابه المهم هذا تهافت التهافت ولكن من المرجح، بالنظر إلى ما في هذا الكتاب من سعة اطلاع ونضج تفكير بحسب الباحث الاب يوحنا قمير في كتاب وضعه عن التهافتين، لا يمكن نسبة الكتاب الي عهد الشباب، خصوصاً ان ابن رشد لا يذكره في كتابه فصل المقال كما لا يذكره في مناهج الأدلة الذي كتبه بعد فصل المقال وأنهاه في اشبيلية سنة 1179 ــ 1180. وعليه ــ ودائماً بحسب قمير ــ نستبعد تأليف تهافت التهافت قبل سنة 1180، وحينها كان ابن رشد في الرابعة والخمسين من عمره.

## وصلات خارجية
- تهافت التهافت على موقع المجموعات العربية على الإنترنت